# Ru guo
Ru guo é um filme de drama hong-konguês de 2005 dirigido e escrito por Peter Chan. Foi selecionado como representante de Hong Kong à edição do Oscar 2006, organizada pela Academia de Artes e Ciências Cinematográficas.

## Elenco
- Zhou Xun - Sun Na
- Takeshi Kaneshiro - Lin Jiandong
- Jacky Cheung - Nie Wen
- Ji Jin-hee - Monty
- Sandra Ng
- Eric Tsang